# Aperileptus obscurus
Aperileptus obscurus là một loài tò vò trong họ Ichneumonidae.